# Шарова Наталія Вікторівна
Наталія Вікторівна Шарова (рос. Наталья Викторовна Шарова; нар. 24 жовтня 1972) — радянська та російська легкоатлетка, яка спеціалізувалася на бігу на короткі дистанції.
На внутрішніх змаганнях в Росії представляла Воронезьку область.

## Спортивні досягнення
Чемпіонка світу з естафетного бігу 4×400 метрів (1999, виступала в забігу).
Чемпіонка світу в приміщенні з естафетного бігу 4×400 метрів (1997, виступала в забігу).
Чемпіонка Універсіади з естафетного бігу 4×400 метрів (1997).
Була третьою на Кубку Європи з естафетного бігу 4×400 метрів (1996).
Срібна призерка чемпіонату Європи серед юніорів з естафетного бігу 4×400 метрів (1991).
Бронзова призерка чемпіонату Росії в приміщенні з бігу на 400 метрів (1999).

## Визнання
- Майстер спорту Росії міжнародного класу